# Otto Blome (gehejmeråd)
 Der er flere personer med dette navn, se Otto von Blome.
Otto Blome (født 3. juni 1684, død natten mellem 31. juli og 1. august 1738) var en overhofmarskal og gehejmeråd fra Holsten.

## Karriere
Otto Blome var søn af Bendix Blome (1627-1688) til Dänisch-Nienhof og Deutsch-Nienhof, Kaltenhof og Birkenmoor og Elisabeth Sophie Reventlow (1645–1702) af huset Futterkamp (ved Selenter Sø), blev allerede som meget ung etatsråd samt landråd i hertugdømmerne og steg hurtigt i det statslige hierarki. Han blev konferensråd allerede i 1717, modtog Dannebrogordenen i 1721.
Næste skridt blev udnævnelsen til først overhofmester, siden overhofmarskal (1722) for kronprinsesse Sophie Magdalene 1722, inden han i 1724 blev overhofmarskal for kong Frederik IV Han beklædte denne stilling til kongens død; han ledsagede monarken på dennes sidste rejse til Sønderjylland og førte sørgetoget med Frederik IV's lig til Roskilde.
Efter dennes død i 1730 udnævnte den nye konge, Christian VI, ham til gehejmekonferensråd (22. december), hvorved Blome blev den første med denne titel. Samme år fik han sæde i Konseillet, hvor han dog ingen rolle spillede.
Otto Blome blev udnævnt til ridder af Elefantordenen 1731 og fik hofordenen de la fidélité 1732, og i 1735 gik han af fra konseillet, hvorpå han blev udnævnt som provst for det adelige frøkenkloster i Preetz. Han var endvidere præses for det Vestindisk-Guinesiske Kompagni. Han var godsejer til blandt andet riddergodserne Neversdorf i Segeberg i Holsten og Kaltenhof i Dänischenhagen i Sydslesvig. En kort overgang ejede han også Oregaard.

## Ægteskaber
Gift 1. gang før 1711 med Anna Margaretha von Brockdorff, datter af kgl. dansk gehejme- og landråd Wulf von Brockdorff til Wensin (1650-1732, gift 2. gang med Lucia von Rantzau, 1672-1707, gift 3. gang med Elisabeth Christine von Reventlow, enke efter gehejmeråd Cai von Thienen, 1656-1701) og Ida von Rumohr-Lindau (1662-1693). Ægteskabet opløst 1725.
Gift 2. gang 28. oktober 1725 med komtesse Charlotte Amalie Frijs (1692 – 6. december 1750, gift 1. gang 1711 med dansk generalmajor Balthasar Friedrich von Oertzen (død 1723), datter af stiftamtmand grev Niels Friis (1664-1699) og komtesse Christine Sophie von Reventlow (1672-1757, gift 2. gang 1700 med storkansler grev Ulrik Adolf von Holstein, 1664-1737).
Blome er malet som hvid ridder (Kolk, Estland), som blå ridder (Kletkamp) og nærtstående type (Holsteinborg). Malet med ordenen l'union parfaite (Det Nationalhistoriske Museum på Frederiksborg Slot).